# Gary Sutton
Gary Sutton (Sydney, 27 de març de 1955) va ser un ciclista australià que fou professional entre 1982 i 1991. Es va especialitzar en la pista i va guanyar diferents etapes als Jocs de la Commonwealth i als Campionats del món. Un cop retirat ha dirigit diferents equips.
És germà del també ciclista Shane Sutton i pare de Christopher Sutton.

## Palmarès en ruta
- 1974
  - 1r a la Volta a Nova Caledònia
- 1975
  -  Campió d'Austràlia amateur en ruta
- 1980
  - Vencedor d'una etapa del Gran Premi Guillem Tell
- 1983
  - 1r al Canberra Tour
- 1984
  - 1r al Herald Sun Tour i vencedor de 4 etapes
- 1985
  - 1r al Canberra Tour
- 1990
  - Vencedor d'una etapa del Herald Sun Tour

## Palmarès en pista
- 1978
  - Medalla d'or als Jocs de la Commonwealth en Persecució per equips (amb Colin Fitzgerald, Kevin Nichols i Shane Sutton)
- 1980
  -  Campió del món en Puntuació
- 1983
  - 1r als Sis dies de Melbourne (amb Shane Sutton)
- 1991
  -  Campió d'Austràlia en Madison (amb Brett Dutton)